# Lake Mack-Forest Hills
Lake Mack-Forest Hills è un census-designated place (CDP) degli Stati Uniti d'America, situato in Florida, nella contea di Lake.